# بيتر كروفورد
بيتر كروفورد (بالإنجليزية: Peter Crawford)‏ هو سياسي أسترالي، ولد في 1 يوليو 1949. حزبياً، نشط في حزب العمال الأسترالي. وقد انتخب عضو الجمعية التشريعية نيو ساوث ويلز.